# إيفان ستيوارت
إيفان ستيوارت (بالإنجليزية: Ivan Stewart) هو مهندس أمريكي، ولد في 4 يونيو 1945 في أوكلاهوما في الولايات المتحدة.